# Architectural Forum
Architectural Forum est une revue américaine dédiée à l'architecture et à la construction, parue sous différents noms de 1892 à 1974.

## Historique
La revue est créée à Boston en 1892 sous le titre The Brickbuilder, absorbe le magazine Architect's world en octobre 1938, et cesse sa publication en 1974,.

### Chronologie des titres
- 1892-1916 : The Brickbuilder
- 1917-1945 : Architectural forum
- 1952-1954 : The magazine of building
- 1954-1974 : Architectural Forum